# R-29RMU2 Layner
El R-29RMU2.1 «Layner» (en ruso: Р-29РМУ2.1 «Лайнер») es un misil balístico intercontinental de lanzamiento submarino ruso desarrollado por la Oficina de Diseño de Cohetes Makeyev y producido por la Fábrica de Maquinaria de Krasnoyarsk. Sucesor del R-29RMU Sineva, puede transportar hasta 12 ojivas termonucleares MIRV maniobrables (MaRV) y/o, debido a su alta capacidad de carga, abundantes contramedidas para penetrar los escudos antimisiles. Tras un programa de pruebas iniciado en 2011, los Layner entraron en servicio con los submarinos atómicos Delta IV Delfín de la Armada Rusa en 2014.

## Operadores
RusiaArmada Rusa.